# Centro de Convenciones Crowne Plaza
El Centro de Convenciones Crowne Plaza Managua es un espacio versátil para eventos ubicado en el edificio del Hotel Crowne Plaza Managua, en el centro histórico de Managua, frente al centro comercial Plaza Inter. Este recinto cuenta con 18 salas de reuniones y puede albergar desde pequeños encuentros hasta congresos de hasta 2,000 asistentes.

## Historia y ubicación
Originalmente inaugurado en 1969 como Hotel Intercontinental Managua, fue reabierto como Crowne Plaza en 1992, conservando su característica arquitectura de pirámide maya. El centro de convenciones se halla en las inmediaciones de la intersección de la Avenida Bolívar con Octava Calle Suroeste, frente a Plaza Inter.

## Instalaciones y capacidad
El recinto dispone de 18 salas de reuniones modulares, incluyendo el salón “Gran Darío”, divisible en tres, con capacidad para eventos de hasta 1,500 personas, así como múltiples salones más pequeños para 50–300 asistentes.
Equipado con tecnología audiovisual, servicios de banquetes, catering, centro de negocios, espacios de descanso, fitness center, piscina y estacionamiento gratuito.

## Eventos destacados
Ha albergado congresos internacionales, presentaciones corporativas, bodas y actividades gubernamentales. Su proximidad a Plaza Inter agrega valor como punto de exposición para ferias comunitarias.